# Brennstofftechnik

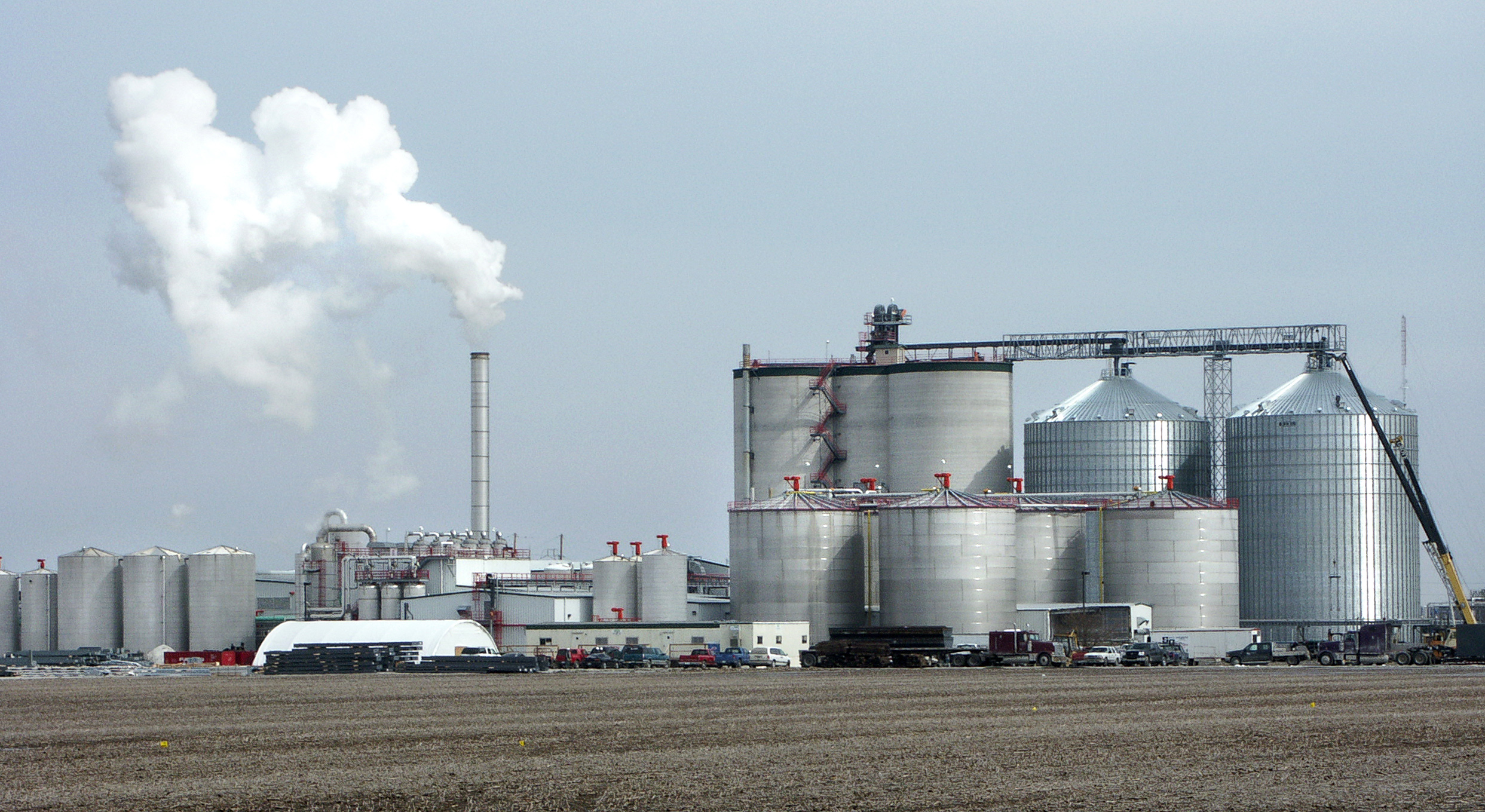
Beispielhafte Anlage der Brennstofftechnik: Raffinerie zur Herstellung von Bioethanol

Die Brennstofftechnik ist ein Teilgebiet der Energietechnik, genauer formuliert der Energieverfahrenstechnik, das sich mit der Gewinnung und Umwandlung von Brenn- und Kraftstoffen sowie der Untersuchung und Charakterisierung von deren Eigenschaften bei der Verbrennung beschäftigt. Ziel ist es, ein möglichst günstiges Verhalten für einen schadstoffarmen und wirtschaftlichen Einsatz in einer Feuerung zu erzielen.
Wie die allgemeine Energietechnik ist auch die Brennstofftechnik ein interdisziplinäres Tätigkeitsfeld, das Überschneidungen mit mehreren angrenzenden Fachgebieten aufweist.

## Teilgebiete

### Gewinnung
- Gewinnung fossiler Brennstoffe (→ Überschneidung mit dem Bergbau)
- Gewinnung nuklearer Brennstoffe (siehe Kernbrennstoff)
- Gewinnung biogener Brennstoffe (siehe Bioenergie, → Überschneidung mit Land- und Forstwirtschaft)
- Gewinnung von Ersatzbrennstoffen (→ Überschneidung mit der Abfallwirtschaft)

### Veredelung bzw. Umwandlung
- Zerkleinerung (Mahlen, Brechen …) fester Brennstoffe (→ Überschneidung mit der Mechanischen Verfahrenstechnik)
- Trocknung fester Brennstoffe (→ Überschneidung mit der Thermischen Verfahrenstechnik)
- Vergasung fester Brennstoffe
- Erzeugung von Biogas durch Gärung
- Verflüssigung fester Brennstoffe, z. B. Kohleverflüssigung oder Herstellung von Biokraftstoffen aus Biomasse
- Reinigung und Konvertierung von Brenngasen (z. B. Wassergas-Shift-Reaktion u. ä.)
- Kohlechemie / Kokereiwesen
- Petrochemie

### Verbrennungseigenschaften
Überschneidung mit der Feuerungstechnik
- Charakterisierung des Verbrennungsverhaltens mittels Messgrößen:
  - Entgasungsverhalten
  - Zündwilligkeit
  - Bestimmung von Heiz- und Brennwert
  - Bestimmung von Asche- und Wassergehalt des Brennstoffes
  - Asche- bzw. Schlackeverhalten